# Герб Ліхтенштейну
Герб княжого дому Ліхтенштейн також використовується як національний герб. Право його використовувати мають виключно члени княжого дому та представники державної влади. Уряд може дозволити приватним особам користуватись гербом, проте лише у разі, коли це відповідає інтересам держави. Герб — це історія княжого дому в символах, що представляють різні частини Європи, якими Ліхтенштейн історично пов'язаний через військові кампанії чи династичні шлюби:
- У центрі — золотий із червоним щит, фамільний герб роду Ліхтенштейн;
- Перша чверть — герб Сілезії (сілезький орел);
- Друга чверть — герб роду Куенрінг (8 золотих і чорних смуг, що перетинаються по діагоналі вигнутою зеленою рутовою короною [1]);
- Третя чверть — герб герцогства Троппау (вертикально розсічений червоно-білий щит);
- Четверта чверть — герб східно-фризького роду Кірксена, що презентує графство Рітберг (чорний орел з жіночою головою, тобто гарпія);
- В основі щита — герб герцогства Ягерндорф (золотий мисливський ріг на синьому тлі).

Мантія і княжа корона символізують монархічний державний устрій і владу князя.